# Bradford (Vermont)
Bradford es un pueblo ubicado en el condado de Orange en el estado estadounidense de Vermont. En el año 2010 tenía una población de 2.797 habitantes y una densidad poblacional de 36,14 personas por km².

## Geografía
Bradford se encuentra ubicado en las coordenadas 43°59′41″N 72°7′58″O / 43.99472, -72.13278.

## Demografía
Según la Oficina del Censo en 2000 los ingresos medios por hogar en la localidad eran de $37,270 y los ingresos medios por familia eran $42,128. Los hombres tenían unos ingresos medios de $30,865 frente a los $28,857 para las mujeres. La renta per cápita para la localidad era de $18,452. Alrededor del 11.3% de la población estaba por debajo del umbral de pobreza.